# مسجد صاحب‌الامر
مسجد صاحب‌الامر یکی از مساجد قدیمی و کهن شهر تبریز است که در مرکز این شهر و در میدان صاحب‌آباد قدیم شهر تبریز واقع شده‌بود. این بنا توسط ابوالنصر حسن بیک معروف به سلطان حسن بایندر، حسن پادشاه و اوزون حسن ( ۱۴۲۳–۱۴۷۸ میلادی) بنیاد نهاده شده‌است و در آغاز، مسجد سلطنتی متعلق به‌وی بوده‌است. بنای صاحب‌الامر مربوط به دوره آق قویونلوها است و در تبریز، انتهای خیابان دارایی اول، در ضلع شمالی مهرانه‌رود واقع شده و این اثر در تاریخ ۱۰ مهر ۱۳۸۰ با شمارهٔ ثبت ۴۱۹۶ به‌عنوان یکی از آثار ملی ایران به ثبت رسیده‌است.

## پیشینه
این بنا به دستور ابوالنصر حسن بیک معروف به سلطان حسن بایندر، حسن پادشاه و اوزون حسن ( ۱۴۲۳–۱۴۷۸ میلادی)  ساخته شده‌است. بعدها با حملهٔ سپاهیان عثمانی به‌ایران، مسجد صاحب‌الامر به‌طور کلی ویران گردید. کاتب چلبی در کتاب «جهان‌نما» در این‌باره می‌نویسد: «در قسمت شرقی میدان صاحب‌آباد متصل به‌جامع سلطان‌حسن، مسجد مزین دیگری وجود داشت که چون بنایش از شاه تهماسب بود، عساکر عثمانی جابه‌جا خرابش کردند.» پس از عقب‌نشینی عثمانیان، این مسجد توسط «میرزا محمدابراهیم» -وزیر آذربایجان در زمان شاه سلطان حسین- مورد بازسازی قرار گرفت.
مسجد صاحب‌الامر در اثر زمین‌لرزهٔ سال ۱۱۹۳ هجری، خسارت فراوانی دید و در سال ۱۲۶۶ هجری، به‌همت میرزا «علی‌اکبرخان» (مترجم کنسولگری شوروی در تبریز)، مورد مرمت قرار گرفت و «مدرسهٔ اکبریه» در یکی از صحن‌های آن ایجاد گردید.

## معماری
این بنا دارای یک گنبد و دو مناره است که شکل گنبد و مناره‌ها با سایر مساجد تفاوت بسیاری دارد. از زمان شاه تهماسب یکم، تنها دو تاق مرمرین در این مسجد باقی‌مانده‌است که جنبهٔ تاریخی دارند. در کنار یکی از تاق‌ها، سنگ‌نبشته‌ای مرمرین و در بالای تاق دیگری، سورهٔ «الجن» نوشته شده‌است.
امروزه موزه قرآن و کتابت در محل مسجد صاحب‌الامر ایجاد شده‌است.

## اهمیت تاریخی
مسجد صاحب‌الامر محل برگزاری جلسه علمای تبریز با سید علی‌محمد باب بود.

## ماجرای گاو مقدس صاحب الامر
در سال ۱۲۶۵ هجری، مطابق با مارس ۱۸۴۹ میلادی، در شهر تبریز قصابی گاوی را برای کشتن به سلاخ خانه می‌برد. گاو از دست مرد قصاب فرار می‌کند و به دهلیز بقعهٔ صاحب‌الامر به رسم بست نشستن رفت و خوابید. قصاب ریسمانی به داخل بقعه برد، آنرا به گردن گاو انداخت و او را بیرون کشید. اما مشخص نیست به چه دلیلی مرد قصاب ناگاه از پای افتاد، دو قطره خون از دماغش رفت و جان به جان آفرین تسلیم نمود. مردم از هر سو گرد آمدند، که جای ارزن انداختن نبود. آن گاو را آقا میرفتاح مجتهد تبریزی برده بود، جلی از بافتهٔ کشمیر بر او انداخته، فوج فوج همی رفتند و بر سم آن حیوان بوسه همی زدند، و مدفوع گاو را به تبرک همی بردند، تا جائیکه سفیر انگلیس چهل چراغ بلوری بفرستاد و بیاویختند، و آنجا خدام و فراش بگماشتند.مردم نواحی فوج فوج با چاوش به زیارت همی آمدند. همه روزه معجزه ای دیگر همی گفتند، که فلان کور بینا شد، و فلان گنگ به زبان آمد، و فلان لنگ پای کوفت.
میرفتاح، مجتهد تبریز که عامل اصلی فتنهٔ تبریز ( در جریان جنگ دوم ایران و روس و عهدنامه ترکمانچای ۱۸۲۸میلادی) بود، مردم عوام را واداشت تا در شهرهای آذربایجان، بر سر کوچه و بازار، از معجزات گاو داستانها بسازند، و نعره زنند که شهر تبریز مقدس و از مالیات دیوان و حکم حکام معاف است. حتی چهره گاو را نقاشان زبردست ترسیم کردند، و به زائرین بقعهٔ مبارکه فروختند، و مردم در خانه‌های خود شمایل گاو صاحب الزمان را آویختند. متولیان گاو از سر نادانی به جای کاه و یونجه، به او نقل و نبات دادند، لذا بعد از چندی گاو مقدس بیمار شد و مرد. مردم با حزن و اندوه فراوان، در حالیکه بر سینه می‌کوبیدند، تشیع جنازه مفصلی از آن بزرگ مقام کردند، و در مکانی بخاک سپردند، که هنوز به آرمگاه گاو صاحب الزمان برای اهل منبر معروف است.

## نگارخانه

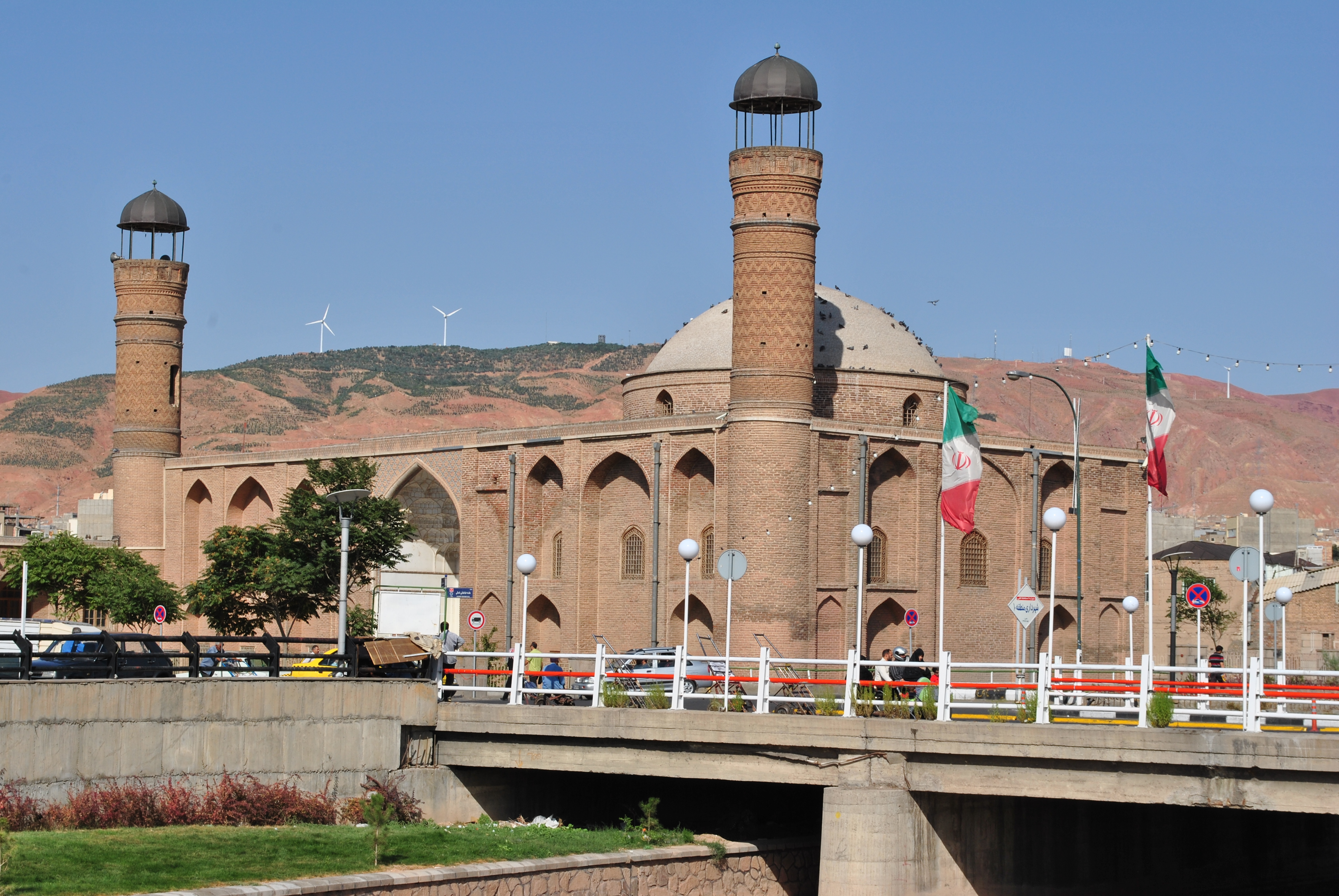
مسجد شاه تهماسب و مهرانه‌رود
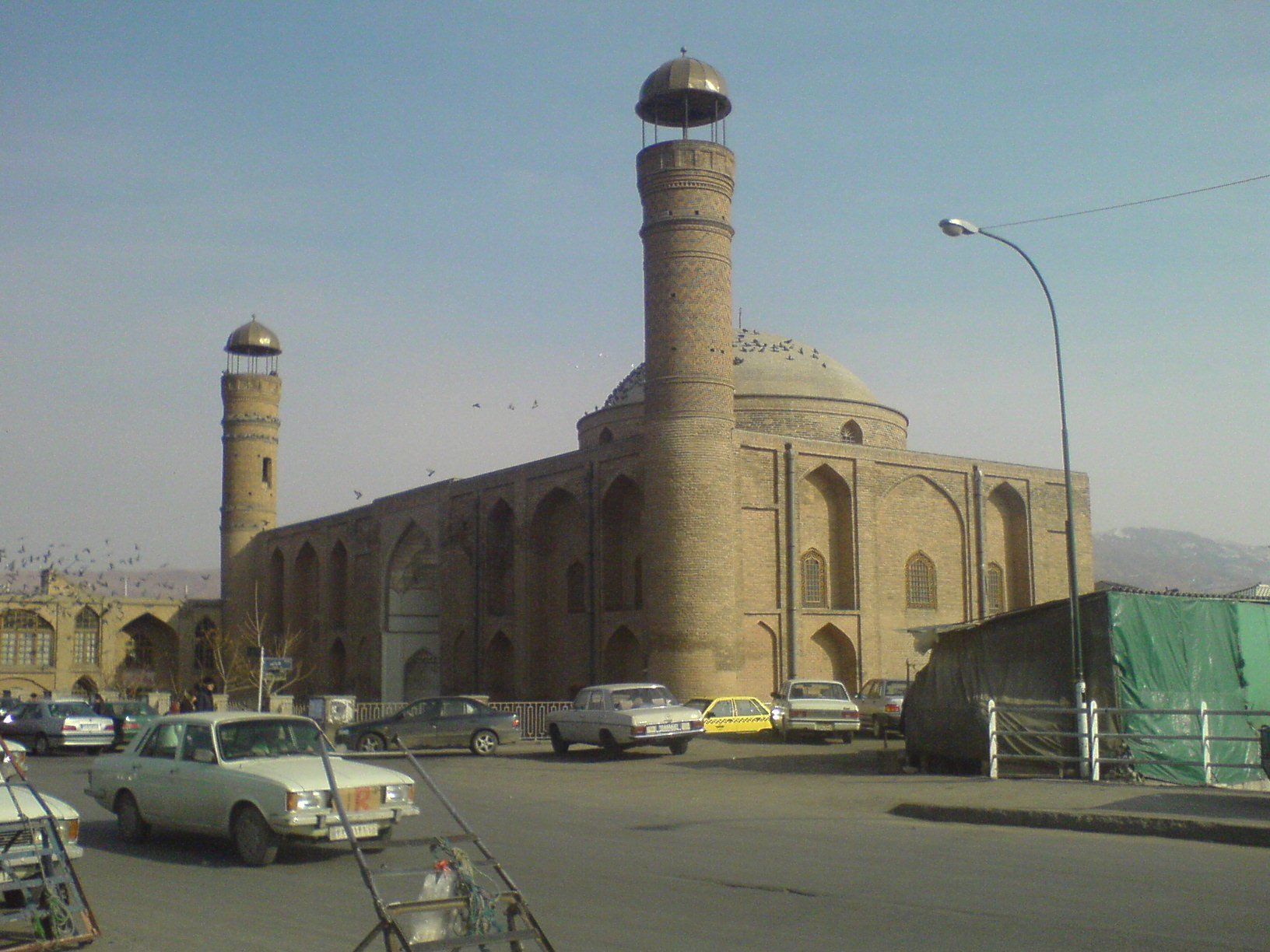
مسجد شاه تهماسب (صاحب‌الامر)
مسجد صاحب‌الامر از میدان صاحب‌آباد
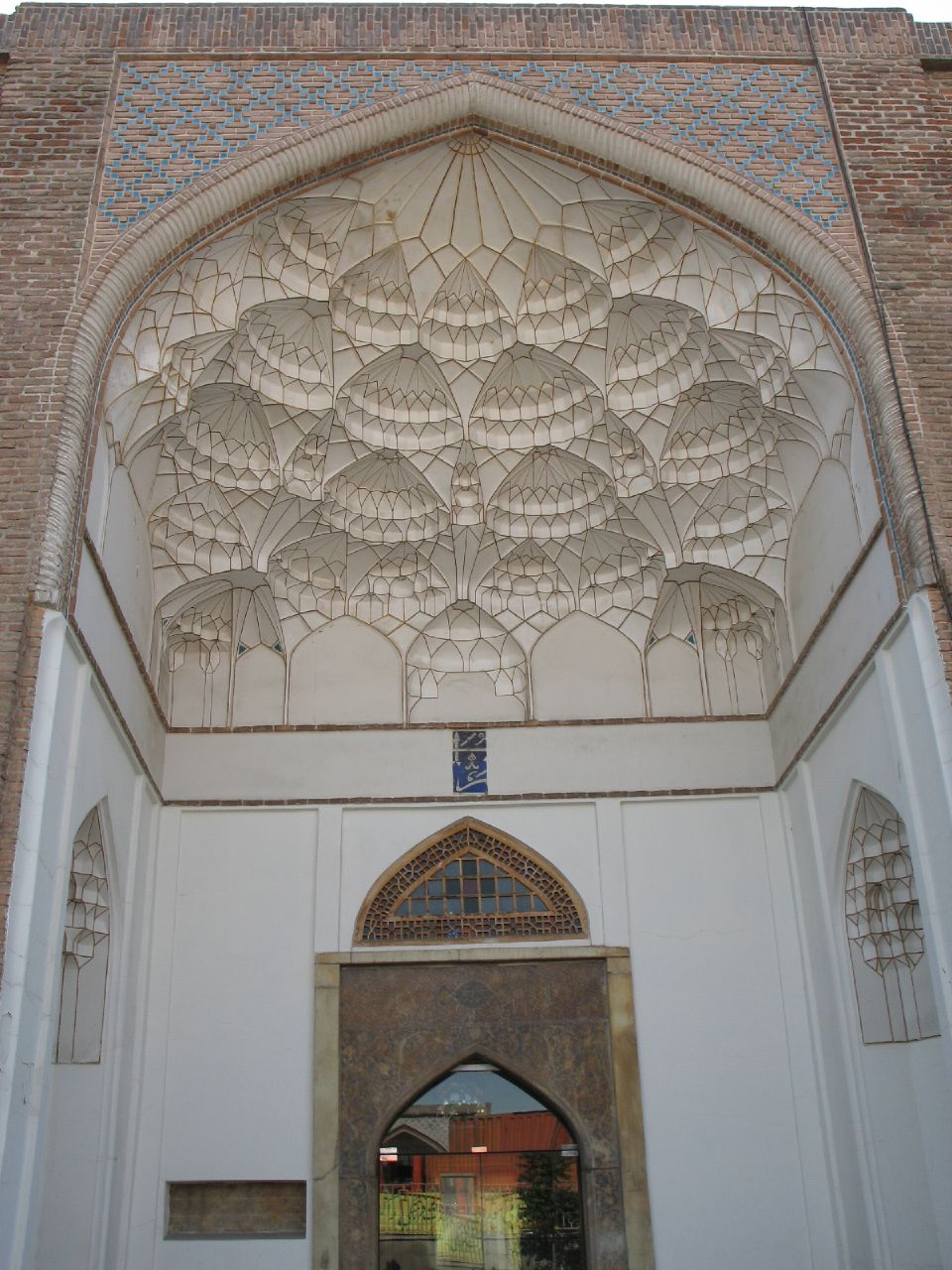
سردر اصلی مسجد صاحب‌الامر
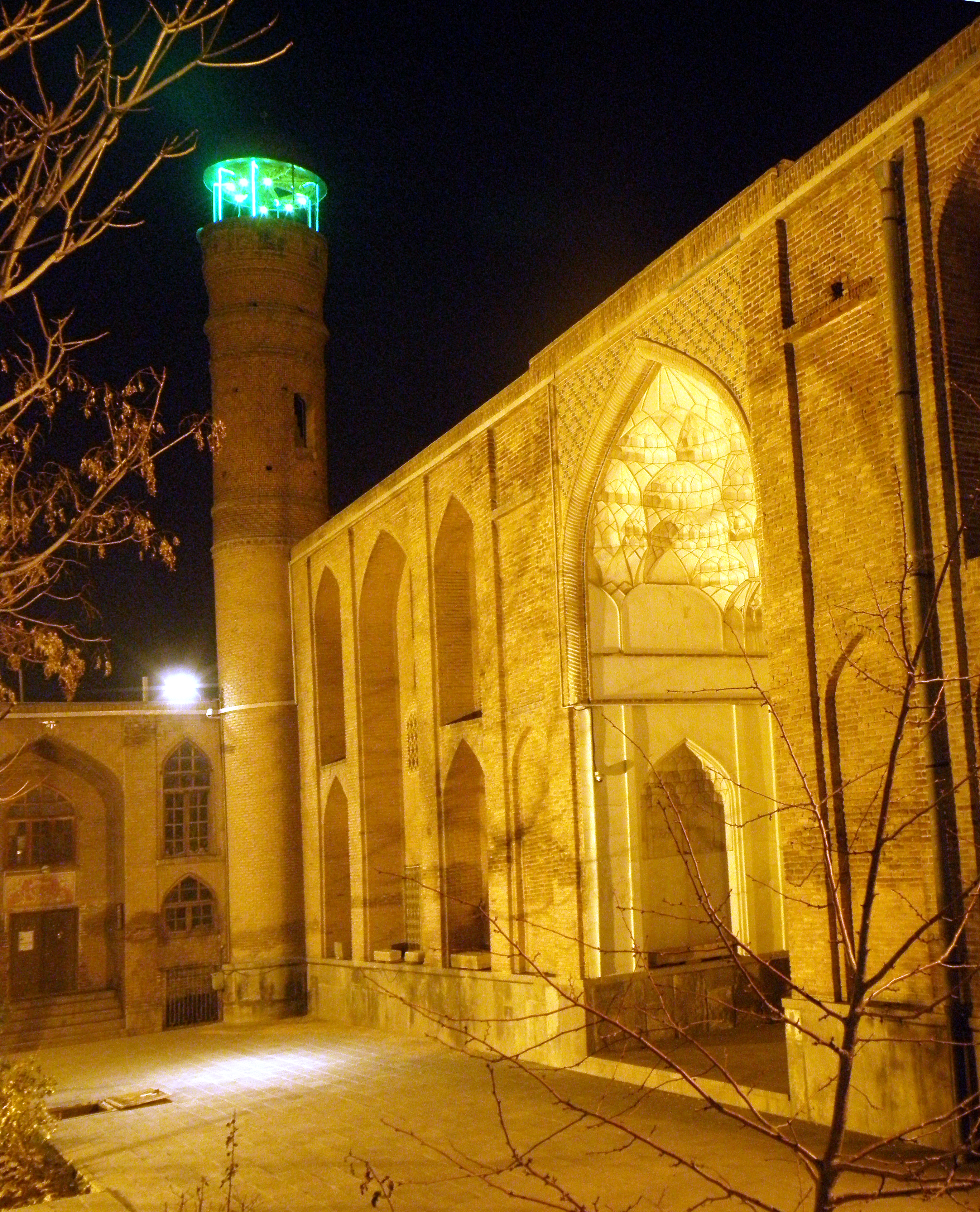
مسجد صاحب‌الامر در شب
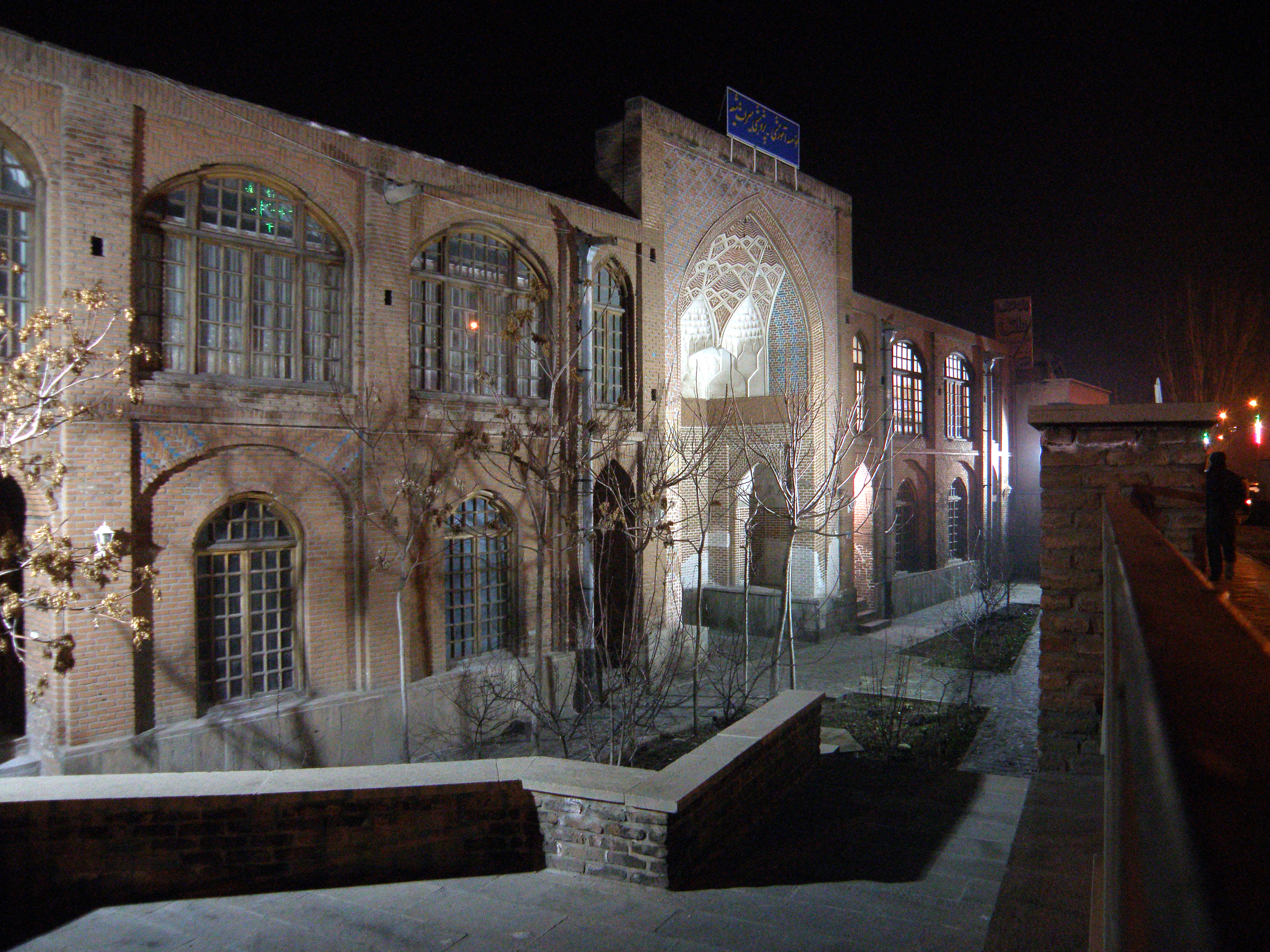
مدرسه اکبریه که بخشی از مجموعه صاحب‌الامر است
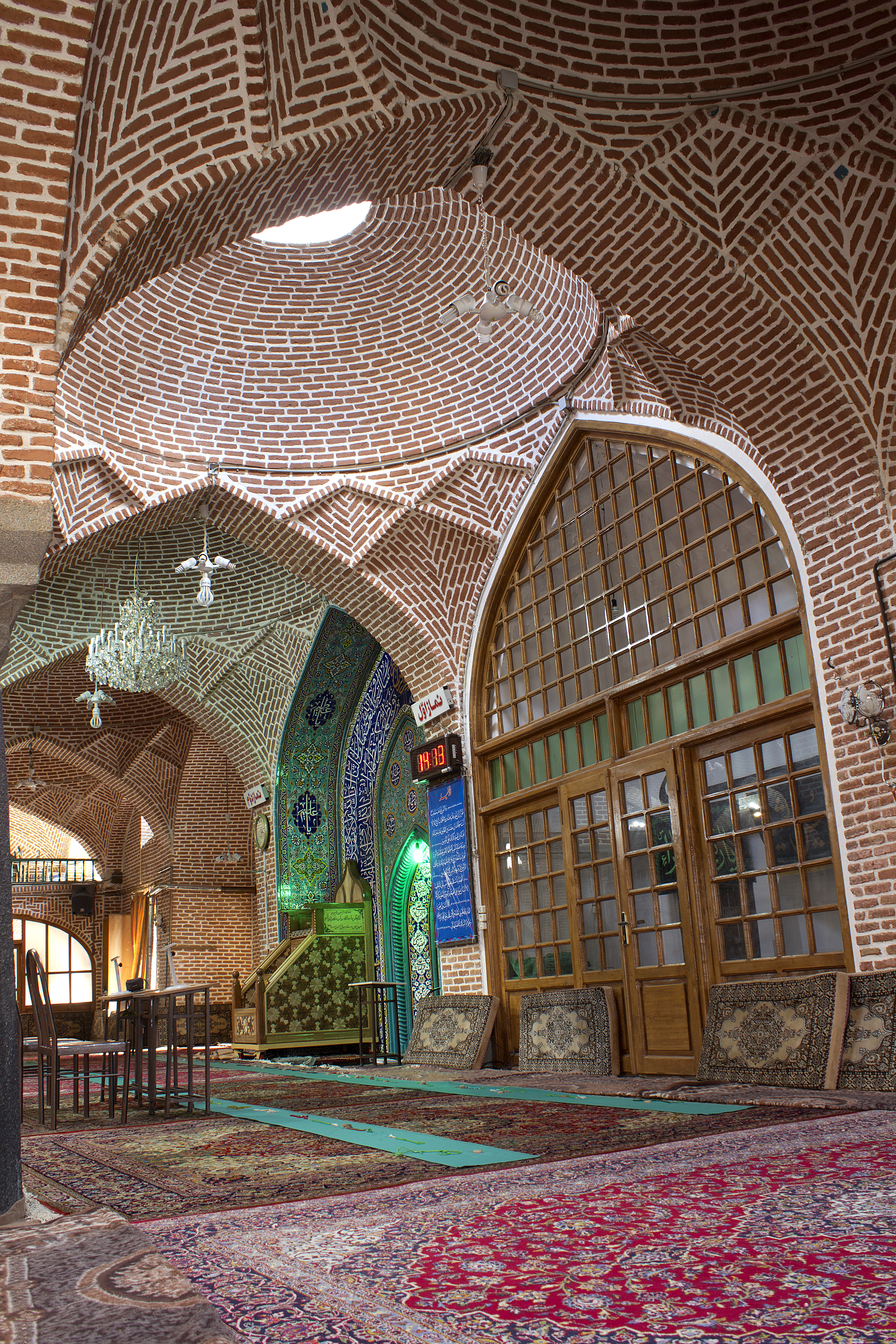
محراب مسجد صاحب‌الامر
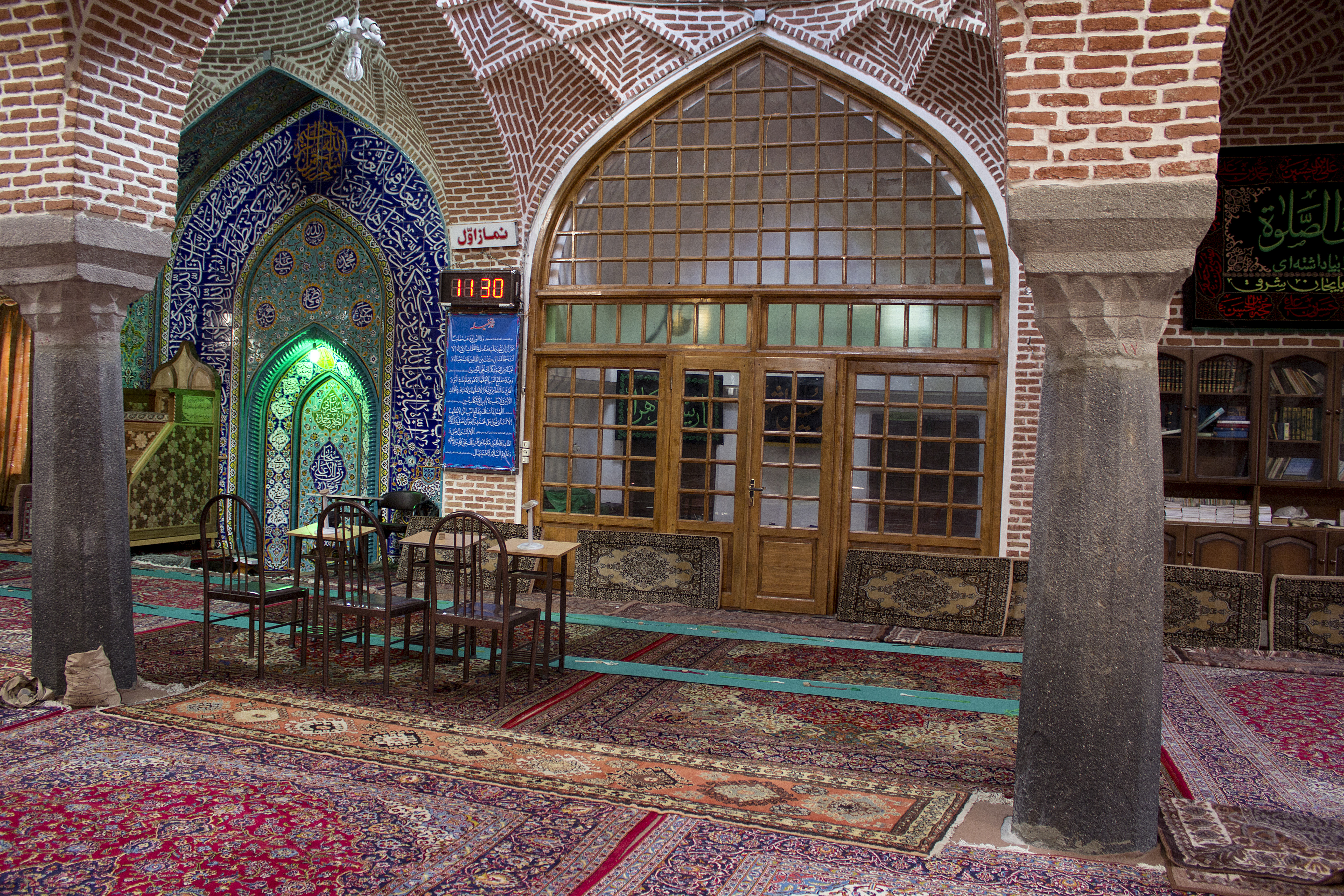
محراب مسجد صاحب‌الامر
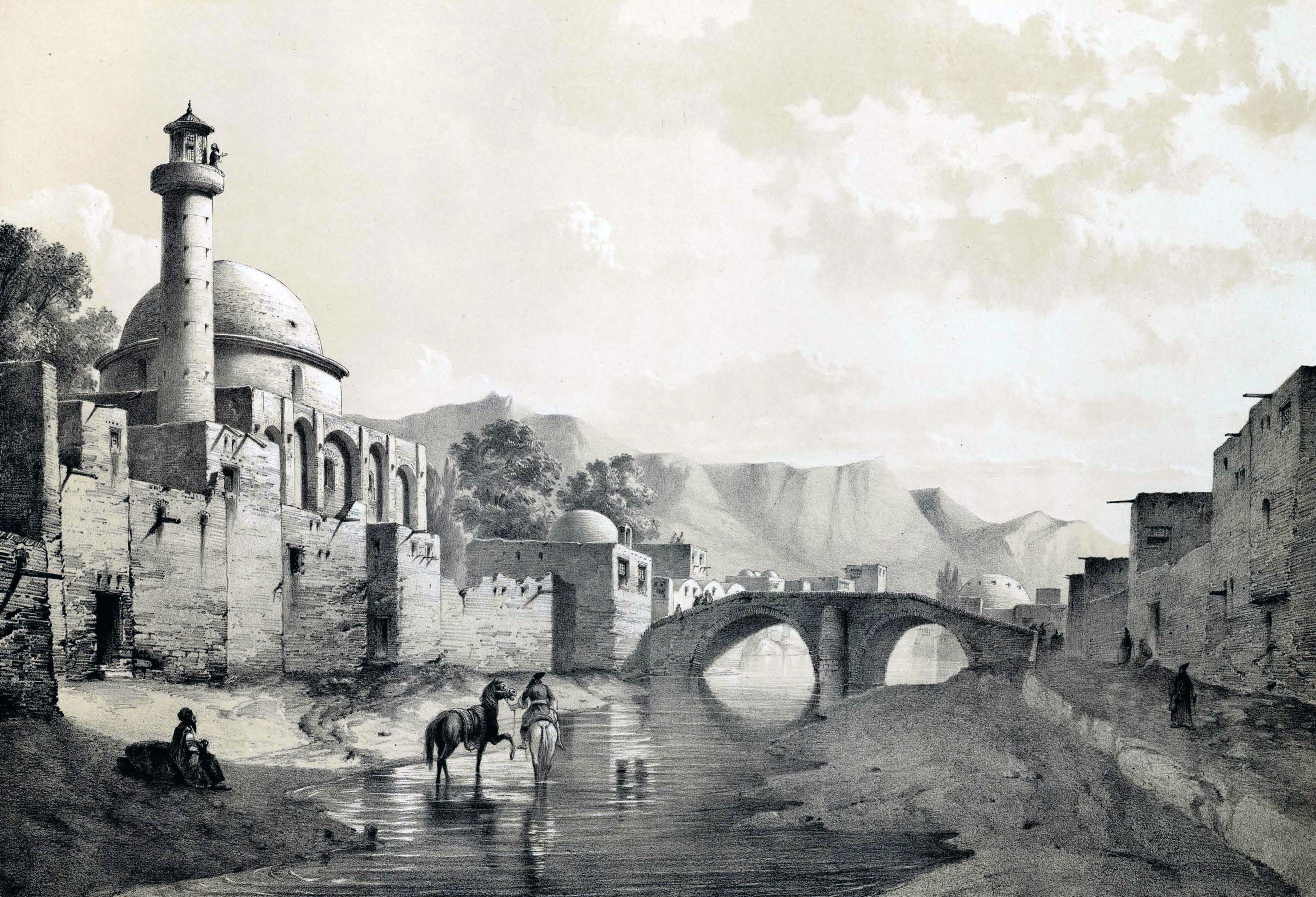
نگاره مسجد صاحب‌الامر در دوره محمدشاه قاجار اثر اوژن فلاندن
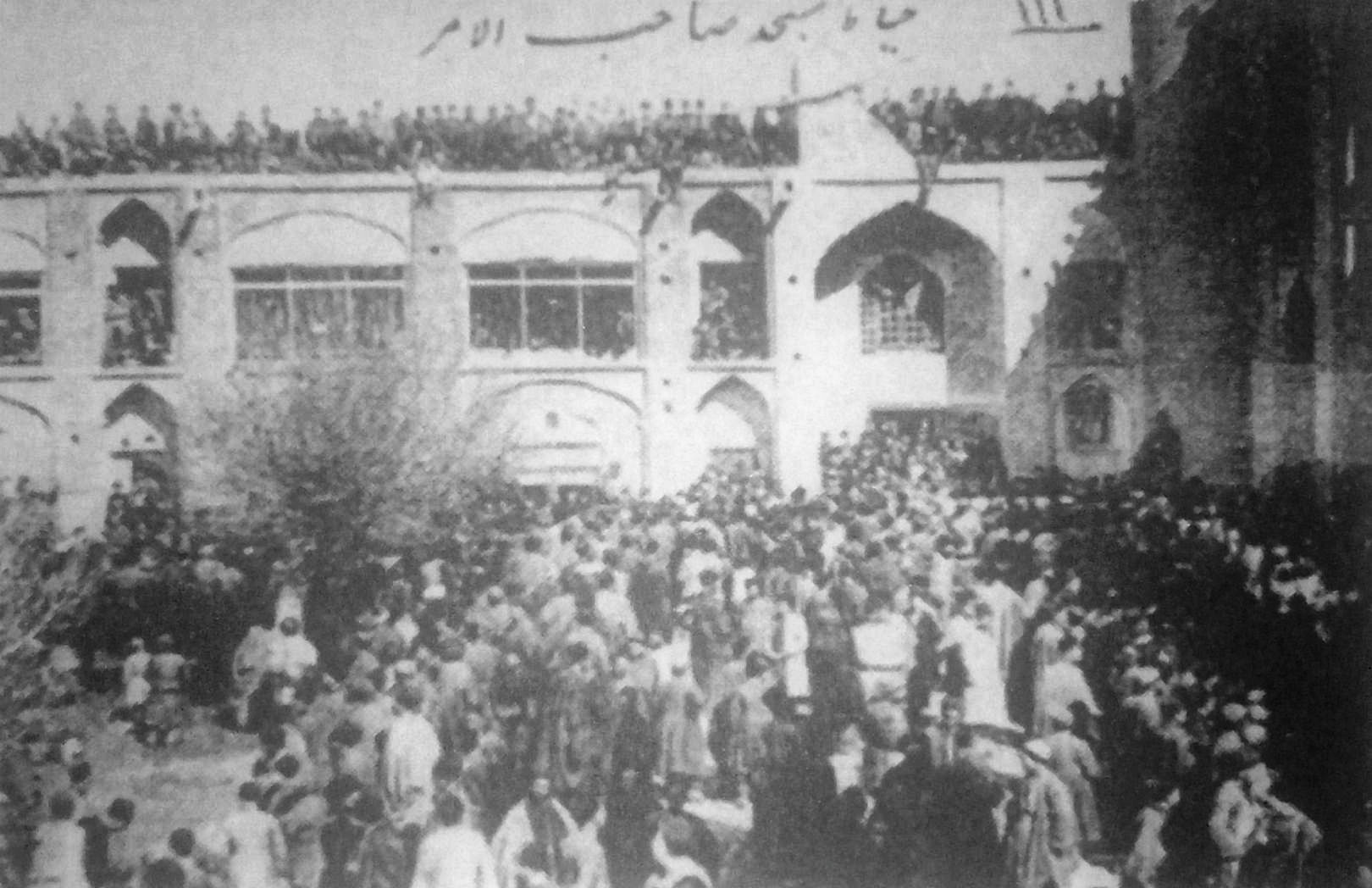
حیاط مسجد صاحب‌الامر